# José Antonio Navarro Cánovas
José Antonio Navarro Cánovas (nacido el 24 de febrero de 1919 en General Villegas, Provincia de Buenos Aires, Argentina) es un ex-futbolista argentino. Jugaba de defensor y su primer club fue All Boys. Antes de convertirse en futbolista, fue boxeador. Fue el primer futbolista argentino que formó parte de un plantel del Real Madrid de España y tercer argentino en jugar en Real Madrid, siendo superado por los hermanos Eulogio Aranguren (1911-1921) y Sotero Aranguren (1911-1918), entre paréntesis años de actividad en el club merengue.

## Carrera
Comenzó su carrera en 1933 jugando para All Boys. Allí logró ascender a la Primera División del fútbol argentino, siendo este amateur. En 1936 pasó a Los Andes, club en el cual estuvo hasta el año 1938, año en que el club se adjudicó la Tercera División de Argentina, siendo uno de los protagonistas del torneo. En 1939 inició su primera experiencia internacional, precisamente en el fútbol uruguayo, formando parte de las filas de Liverpool. Se mantuvo jugando en el equipo uruguayo hasta 1941. En 1942 regresó a la Argentina para jugar en Banfield, consagrándose como campeón de Segunda División. En 1946 tuvo un breve paso por CD Marte de México. En 1947 se fue a España, para formar parte de las filas del Real Madrid, obteniendo la Copa del Rey 1947. Jugó para el club hasta 1949. En 1950 regresó a México para jugar nuevamente en CD Marte. En 1954 resultó campeón de la Primera División y de la Supercopa de México. En 1955 regresó a la Argentina, para jugar en Estudiantes (BA), en donde finalmente se retiró en el año 1960.

## Clubes
| Club        | País      | Año       |
| ----------- | --------- | --------- |
| All Boys    | Argentina | 1933-1935 |
| Los Andes   | Argentina | 1936-1938 |
| Liverpool   | Uruguay   | 1939-1941 |
| Banfield    | Argentina | 1942-1946 |
| CD Marte    | México    | 1946-1947 |
| Real Madrid | España    | 1947-1949 |
| CD Marte    | México    | 1950-1954 |
| Estudiantes | Argentina | 1955-1960 |

## Logros
| Título                                                | Club        | País      | Año  |
| ----------------------------------------------------- | ----------- | --------- | ---- |
| Ascenso a Primera División de Argentina (Era amateur) | All Boys    | Argentina | 1933 |
| Tercera División de Argentina                         | Los Andes   | Argentina | 1938 |
| Segunda División de Argentina                         | Banfield    | Argentina | 1946 |
| Copa del Rey                                          | Real Madrid | España    | 1947 |
| Primera División de México                            | CD Marte    | México    | 1954 |
| Campeón de Campeones                                  | CD Marte    | México    | 1954 |